# Nebulosa Omega

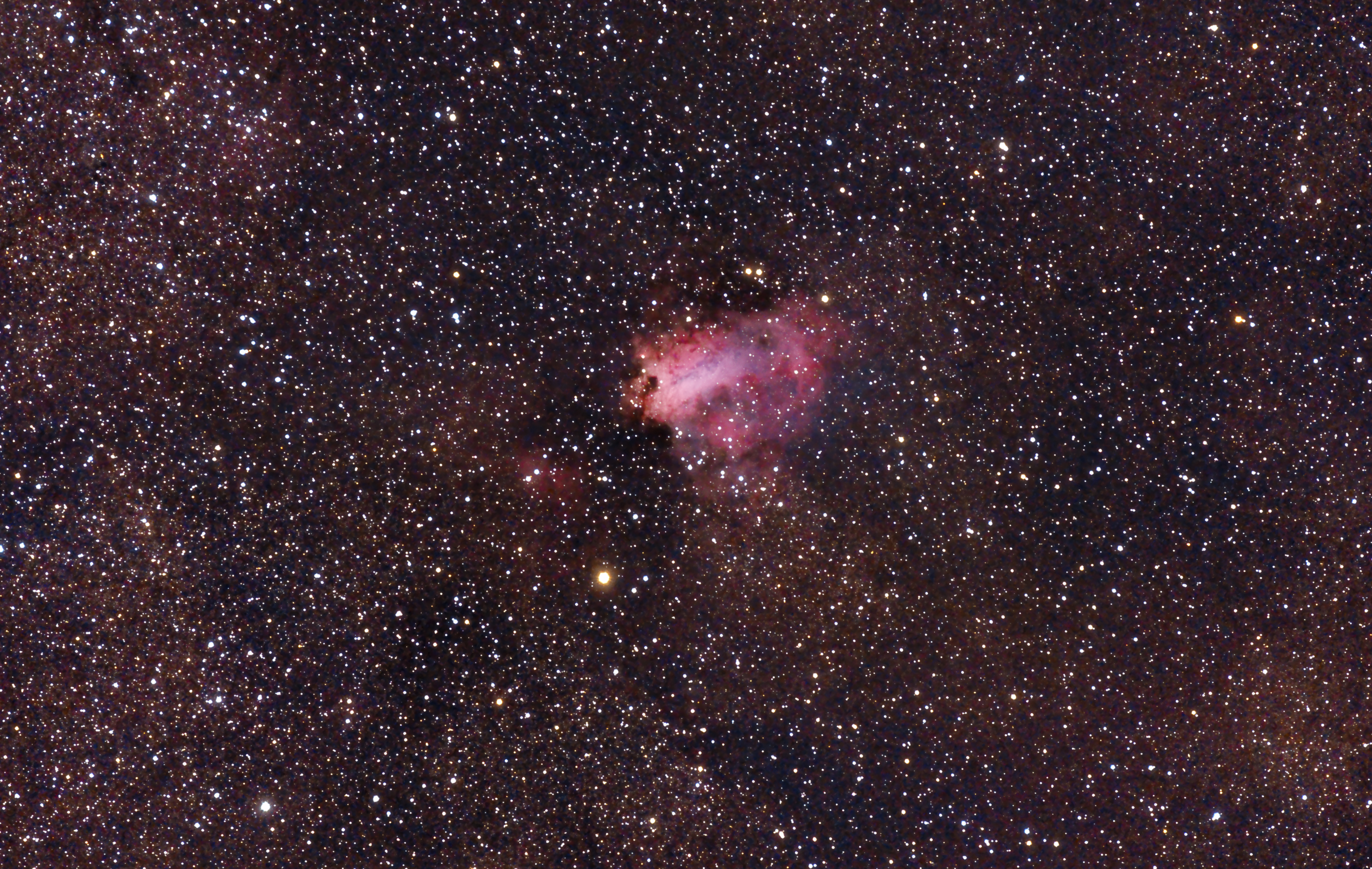
Nebulosa Omega o M 17 desde el OALM

La nebulosa Omega (también conocida como la nebulosa del Cisne, la nebulosa del Calzador, la nebulosa de la Langosta, M17 y NGC 6618) es una región HII en la constelación de Sagitario.  Fue descubierta por Philippe Loys de Chéseaux en 1745 y Charles Messier la catalogó en 1764.
La nebulosa Omega se encuentra a una distancia entre 5000 y 6000 años luz, y tiene un tamaño de unos 15 años luz de diámetro, estando asociada a una nube molecular de unos 40 años luz de diámetro y una masa de 30000 masas solares.  La masa total de la nebulosa Omega se calcula en unas 800 masas solares y es una de las regiones HII más brillantes y masivas de nuestra galaxia; si no aparece más impresionante es por verse prácticamente "de canto".
Existe un cúmulo (NGC 6618) en la nebulosa, que contiene en su centro dos estrellas de tipo espectral O4V, y además dos estrellas de tipo O5V, y 100 estrellas de tipo espectral más temprano que el B9. Es la radiación de esas estrellas jóvenes y calientes —sobre todo la de las dos O4V— la que excita y hace brillar los gases de la nebulosa; estudios recientes muestran que este es uno de los cúmulos más jóvenes conocidos, con una edad que no llega ni al millón de años y que la nebulosa seguramente alberga entre 8000 y 10000 estrellas que han nacido en ella, 1/3 de ellas en el cúmulo NGC 6618.
Al sureste de la nebulosa pueden encontrarse también las estrellas hipergigantes HD 168607 y HD 168625.